# ACL G2-Serie
Die G2-Serie war eine Baureihe von ConRo-Schiffen des Reedereikonsortiums Atlantic Container Lines. Die sechs Schiffe wurden 1968/69 auf vier verschiedenen Werften gebaut und konnten gleichzeitig Container sowie RoRo-Ladung transportieren.

## Die Schiffe
| ACL G2-Serie                 | ACL G2-Serie                           | ACL G2-Serie | ACL G2-Serie      | ACL G2-Serie                                                                          | ACL G2-Serie |
| Bauname                      | Bauwerft/ Baunummer                    | IMO-Nummer   | Ablieferung       | Auftraggeber                                                                          | Spätere Namen und Verbleib |
| ---------------------------- | -------------------------------------- | ------------ | ----------------- | ------------------------------------------------------------------------------------- | --- |
| Atlantic Causeway            | Swan Hunter & Tyne Shipbuilders Ltd/1  | 6913106      | November 1969     | The Cunard Steamship Company, Liverpool                                               | ab Mai 1982 im Falklandkrieg eingesetzt und danach in Liverpool aufgelegt, am 16. August 1986 zum Abbruch in Kaohsiung eingetroffen                                                                   |
| Atlantic Crown               | Ateliers et Chantiers de Dunkerque/269 | 6912126      | 12. Dezember 1969 | Nederlandsche Amerikaansche Stoomvaart Maatschappij (Holland America Lijn), Rotterdam | Am 20. April 1985 zum Abbruch in bei Desguaces Aviles in San Esteban de Pravia eingetroffen |
| Atlantic Champagne           | Chantiers de l’Atlantique/N24          | 7002514      | Dezember 1969     | Compagnie Générale Transatlantique, Le Havre                                          | Am 14. März 1985 zum Abbruch bei Desbar in Santander eingetroffen |
| Atlantic Cinderella          | Ateliers et Chantiers de Dunkerque/270 | 6926505      | Februar 1970      | Wallenius Container Line, Bremen                                                      | 1984 in Jacksonville aufgelegt, am 19. Januar 1986 zum Abbruch bei der Chi Shun Hua Steel Company in Kaohsiung eingetroffen                                                                           |
| Atlantic Conveyor            | Swan Hunter & Tyne Shipbuilders Ltd/2  | 6926036      | März 1970         | The Cunard Steamship Company, Liverpool                                               | Ab April 1982 im Falklandkrieg eingesetzt, dort am 25. Mai 1982 von einer argentinischen Exocet-Rakete getroffen und ausgebrannt, wobei zwölf Besatzungsmitglieder umkamen. Am 28. Mai 1982 gesunken. |
| Atlantic Cognac              | Chantiers Navales de la Ciotat/254     | 7004366      | Mai 1970          | Compagnie Générale Transatlantique, Le Verdon                                         | Am 30. März 1985 zum Abbruch bei Desbar in Santander eingetroffen |
| Daten: Equasis, grosstonnage |                                        |              |                   |                                                                                       | |